# Barbara Haslbeck
Barbara Haslbeck (* 1972 in Freising) ist eine deutsche katholische Pastoraltheologin und Expertin für den Themenbereich Sexueller Missbrauch und Religiosität.

## Leben und Wirken
Nach dem Studium der Theologie in München und Passau war Barbara Haslbeck bis 2011 Akademische Rätin am Lehrstuhl für Christliche Gesellschaftslehre und Caritaswissenschaften an der Universität Passau, anschließend bis 2013 Referentin für Theologie und Spiritualität im Bildungszentrum Kardinal-Döpfner-Haus in Freising. Von 2013 bis 2021 war sie Theologische Referentin im Institut für Theologische und Pastorale Fortbildung Freising. Seit Oktober 2021 ist sie Wissenschaftliche Mitarbeiterin im Forschungsprojekt „Gewalt gegen Frauen in der katholischen Kirche“ am Lehrstuhl für Pastoraltheologie und Homiletik an der Universität Regensburg. 2005 wurde sie mit der Arbeit Sexueller Missbrauch und Religiosität: wenn Frauen das Schweigen brechen zum Dr. theol. promoviert. Doktorvater war Isidor Baumgartner. Die Arbeit wurde 2006 mit dem Dissertationspreis der Universität Passau ausgezeichnet und ist breit rezipiert worden. Der Bonner Moraltheologe Jochen Sautermeister resümiert: „Haslbecks umfangreiche Studie zeigt auf, wie eine verantwortete theologische  Auseinandersetzung mit der Missbrauchsthematik geschehen kann, die die Opfer ernst nimmt und zu Wort kommen lässt und sich so als lernfähige und leidsensible praktische Theologie erweist.“
Seit 2004 ist Haslbeck bei der ökumenischen Initiative „GottesSuche – Glaube nach Gewalterfahrungen“ engagiert.  Das Projekt wurde 2022 mit dem Preis der Deutschen Katholikentage, dem Aggiornamento-Preis, ausgezeichnet. Seit 2018 ist sie Mitglied des Beraterstabs Prävention im Erzbistum München und Freising; sie ist eine ausgewiesene und gefragte Expertin für Prävention und Aufarbeitung sexuellen Missbrauchs. Haslbeck  beschäftigt sich vor allem mit den weiblichen Opfern sexualisierter Gewalt, die in der katholischen Kirche lange Zeit wenig im Fokus standen. Sie rekonstruiert einerseits die Geschichten der Opfer und fragt andererseits, welche hilfreichen Perspektiven die Traumaforschung eröffnen kann. Sie plädiert pastoraltheologisch für eine solidarische Haltung von Kirche und Theologie zu den Opfern des sexuellen und geistlichen Missbrauchs und bringt konsequent die Perspektive von Betroffenen in den Diskurs über die Aufarbeitung von Missbrauch ein.
Die Arbeits- und Forschungsschwerpunkte von Haslbeck sind im Einzelnen die Themen Sexueller Missbrauch und Religiosität, Seelsorge nach Missbrauch, traumasensible Gottessprache, systemische Auswirkungen bei Missbrauchsaufdeckung in Institutionen, spiritueller Missbrauch.
Haslbeck engagiert sich seit 1993 für das Pflegeheim Beit Emmaus in El Qubeibeh (eine Einrichtung des Deutschen Vereins vom Heiligen Lande) und redigiert die Zeitschrift „Emmaus-Wege“.

## Schriften (Auswahl)
- als Hrsg. mit Jörn Günter: Wer hilft, wird ein anderer. Zur Provokation christlichen Helfens. Festschrift für Isidor Baumgartner (= Diakonik, Band 4), LIT, Berlin 2006, ISBN 3-8258-9187-9.
- Sexueller Missbrauch und Religiosität. Wenn Frauen das Schweigen brechen. Eine empirische Studie. LIT, Berlin 2007, ISBN 978-3-8258-9449-8.
- mit Isidor Baumgartner, Christoph Kochmann: Kirchliche Seelsorge und Spezielle ambulante Palliativversorgung (SAPV). Forschungsbericht zu einer qualitativen Expertenbefragung im Auftrag der Deutschen Bischofskonferenz, Juni 2009.
- Der Weg der Caritas ist der Mensch. Ein Streifzug durch die Caritasarbeit in der Diözese Passau. Diözesan-Caritasverband, Passau 2011.
- mit Erika Kerstner, Annette Buschmann: Damit der Boden wieder trägt. Seelsorge nach sexuellem Missbrauch. Schwabenverlag, Ostfildern 2016, ISBN 978-3-7966-1693-8.[9]
- mit Erika Kerstner: „Es dauerte mehr als 10 Jahre, bis ich einen Menschen fand, der mir zuhörte“. Was Menschen mit Missbrauchserfahrung in der Kirche erleben. In: Pastoraltheologische Informationen 36,1 (2016), S. 75–83.
- Wenn Vertrauen zerbricht. Religiosität im Kontext sexuellen Missbrauchs. In: Christian Zwingmann, Constantin Klein, Florian Jeserich (Hrsg.): Religiosität: Die dunkle Seite. Beiträge zur empirischen Religionsforschung. Waxmann, Münster 2017, S. 203–225.
- Missbrauch in der Kirche aus Opferperspektive. In: Pastoraltheologische Informationen 30 (2/2010), S. 87–101.
- als Hrsg. mit Regina Heyder, Ute Leimgruber, Dorothee Sandherr-Klemp: Erzählen als Widerstand. Berichte über spirituellen und sexuellen Missbrauch an erwachsenen Frauen in der katholischen Kirche. Aschendorff: Münster 2020, ISBN 978-3-402-24742-6.